# Gabriel Defrance
Gabriel Defrance, né le 3 mars 1878 à Limoges (Haute-Vienne) et mort le 2 avril 1952 à Gentilly (Seine, actuel Val-de-Marne), est un musicien, tambour-major de la Garde républicaine, également à l’origine de l'Union des fanfares de France et de celles de la Fédération gymnastique et sportive des patronages de France.

## Biographie
Fils de François Defrance et de Marie Germe, Gabriel Defrance est né à Limoges le 3 mars 1878. Après sa scolarité primaire, il partage son temps entre l'apprentissage professionnel chez un imprimeur de cette ville et la pratique du piston dans la fanfare locale. Marié à Marie Louise Philippine Rivier le 12 novembre 1901 en premières noces, le couple a deux filles, Marie (née en 1902) et Odette (née en 1914). Il se marie en secondes noces avec Marie Alicia Adrienne Riant. Il meurt le 2 avril 1952 à Gentilly (Val-de-Marne),.

## Carrière militaire
Le 9 novembre 1898, à 18 ans, il s'engage à Bellac dans la musique du  138e régiment d'infanterie où il est incorporé comme instrumentiste baryton solo avant d'y être rapidement nommé sergent-tambour-major remplissant les fonctions de sous-chef. Il est nommé 4 ans plus tard tambour-major du plus prestigieux 137e régiment d'infanterie à Fontenay-le-Comte. En 1901, il se retrouve ainsi plus jeune tambour-major de l'armée avant de succéder le 1er juin 1911 à Charles Gourdin au poste de tambour-major de la Garde républicaine de Paris. II y travaille à l'élévation du niveau de recrutement, au développement du répertoire et à l’évolution technique en introduisant dans sa formation  le clairon à deux pistons. Ses états de service pendant la Grande guerre lui valent la médaille militaire qui lui est remise le 10 février 1923. En 1927 il relève le défi du tambour-major de l'American Legion de passage en France au cours d'une fête organisée en l'honneur des hôtes américains. Celui-ci, réputé the best in the world, doit s’incliner et lui offre un tambour dédicacé. En 1932 il est appelé à faire valoir ses droits à la retraite au grade d'adjudant-chef. Celle-ci devient effective le 1er mars 1933 et il est nommé chevalier de la Légion d'honneur le 7 juillet suivant.

## Autres activités musicales
Gabriel Defrance n’est pas qu’un interprète d’exception : c’est aussi un innovateur et un responsable associatif  notoire. Il innove en effet avec l’invention du tambour silencieux, accessoire permettant l’étude et le maniement des baguettes en milieu urbain sans incommoder le voisinage. Outre ses engagements à la Fédération gymnastique et sportive des patronages de France (FGSPF) dont il établit des programmes progressifs, son intérêt pour les sociétés populaires se manifeste dès 1906 par la création  de l' Union des fanfares de trompettes, de trompes de chasse, de tambours et clairons de France et des colonies devenue depuis l'Union des fanfares de France. Cependant l'Académie de tambours et timbales qu’il créé en 1938 ne survit pas à la guerre et il faudra attendre les célébrations du bicentenaire de la Révolution française pour que son disciple Robert Goute ressuscite avec les Tambours de 89 une école française du tambour.

## La Fédération gymnastique et sportive des patronages de France
Dès 1912, la Fédération gymnastique et sportive des patronages de France — fondée par le docteur Paul Michaux en 1898 — éprouve la nécessité de doter ses musiques d'une commission spécifique. Elle fait alors appel pour la présider à Gabriel Defrance. Mis ensuite à sa disposition en 1919, celui-ci y reste 40 ans jusqu'à son décès en 1952. Il est le compositeur de la musique du Chant fédéral — sur des paroles du révérend père Bellouard — que chaque section de gymnastique interprète, avant l'exécution des exercices d'ensemble, pendant un demi-siècle lors des compétitions par équipes et dans les cars lors des déplacements. Pendant les quarante années qu'il passe à la tête des musiques de la FGSPF les activités de celles-ci restent étroitement liées aux concours des sections de gymnastique qu'elles accompagnent. Cela n'est cependant pas un obstacle à leur développement : après la guerre, alors que les formations sont toujours appelées des cliques, la Fédération sportive de France (FSF) recense, lors de la saison 1947-1948, près de 29 000 musiciens à travers les 996 concours organisés par 43 unions départementales. Le décès de Gabriel Defrance en avril 1952 marque une vacance de 3 ans dans la présidence de la commission et il faut attendre 1955 pour que lui succède un de ses meilleurs disciples, Robert Goute, tambour-major de la Musique de l'Air depuis deux ans.

## Hommages et récompenses
Gabriel Defrance a obtenu un témoignage de satisfaction de M. le ministre de la Guerre le 25 novembre 1908 « pour son étude sur les simplifications qui pourraient être apportées dans l'instruction sur les batteries et sonneries de l'infanterie ». En outre il est titulaire des décorations suivantes :
- chevalier de la Légion d'honneur le 7 juillet 1933.
- médaille militaire le 28 décembre 1921 ;
- officier d'Académie le 10 février 1923 ;